# Bassin (Îles-de-la-Madeleine)
Pour les articles homonymes, voir Bassin.
Bassin est une localité située sur l'île du Havre Aubert, dans l'archipel des îles de la Madeleine.

## Toponymie
Bassin tient son nom de la lagune (47° 13′ 41″ N, 61° 53′ 01″ O) qui se trouve à 1 km à l'est du cœur de son noyau villageois.

## Géographie
La localité de Bassin comprend plusieurs secteurs ou hameaux, dont les principaux sont : 
- la Pointe-à-Marichite (autour de l'Église)
- l'Anse-à-la-Cabane où se trouve le phare du même nom
- Millerand
- l'Étang-des-Caps
- la Montagne'

Le chemin du Bassin, qui fait le tour de la localité entre marécages, vallons et buttes boisées et falaises coiffées de gazon, devient le chemin de la Montagne, dans le secteur de celle-ci.  De ce chemin, on a l'occasion d'apercevoir très bien le rocher du Corps-Mort.

## Histoire
Bassin est érigé en municipalité en 1951.
En 1971, la municipalité se fusionne avec Havre-Aubert pour former administrativement L'Île-du-Havre-Aubert. Cette municipalité sera à son tour fusionnée en 2002 pour former la municipalité des Îles-de-la-Madeleine.

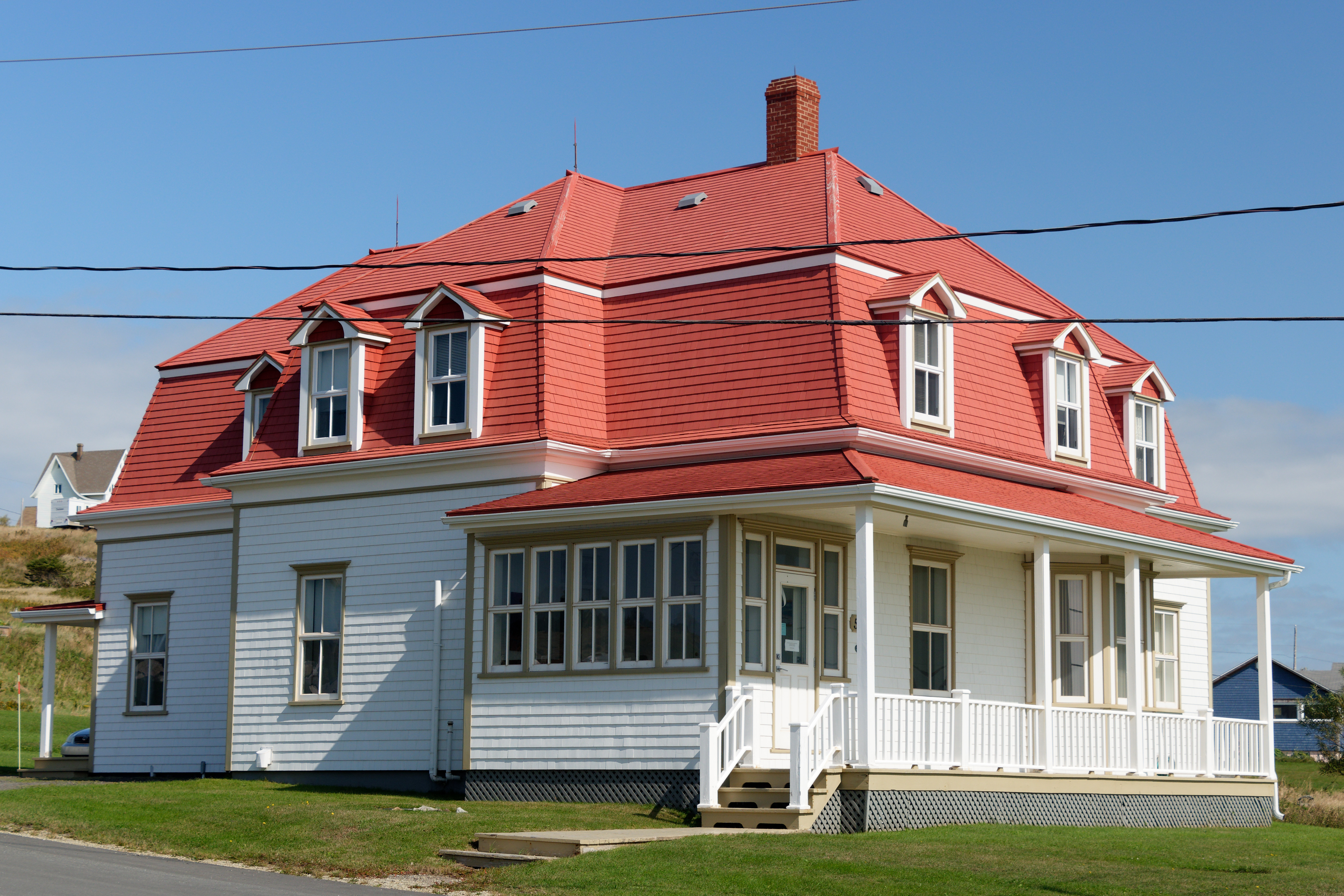
Presbytère

L'église Saint-François-Xavier et le presbytère sont situés aux 574 et 588 chemin du Bassin. Il s'agit du plus vieil ensemble architectural église-presbytère de l'archipel, que la municipalité a d'ailleurs classé comme monument historique. Les deux tours de l'église datent de 1875. Frappée par la foudre et partiellement détruite par le feu en 1936, elle a été reconstruite en 1939.  Le presbytère attend toujours des travaux de restauration sur son extérieur.

## Tourisme

Phare de l'Anse-à-la-Cabane

- Phare de l'Anse-à-la-Cabane